# Mitracarpus bacigalupoae
Mitracarpus bacigalupoae är en måreväxtart som beskrevs av E.L.Cabral, W.A.Medina och E.B.Souza. Mitracarpus bacigalupoae ingår i släktet Mitracarpus och familjen måreväxter.
Artens utbredningsområde är Paraguay. Inga underarter finns listade i Catalogue of Life.